# Jean Pieyre
Pour les articles homonymes, voir Pieyre.
Jean baron Pieyre est un homme politique français, né le 4 février 1755 à Nîmes (Languedoc) et mort le 21 septembre 1839 à Paris (Seine).

## Mandats et fonctions
- Député du Gard (1791-1792, 1815)
- Administrateur du département (1795)
- Préfet de Lot-et-Garonne (1800-1806)
- Préfet du Loiret (1806-1814)

Il fut membre de l'Académie de Nîmes[Quand ?].

## Distinction
- Chevalier de la Légion d'honneur

## Sources
- « Jean Pieyre », dans Adolphe Robert et Gaston Cougny, Dictionnaire des parlementaires français, Edgar Bourloton, 1889-1891 [détail de l’édition]